# Sara Andersson
Sara Paulina Andersson, née le 13 janvier 2003 à Mora, est une biathlète suédoise.

## Carrière

### Débuts
Sara Andersson fait ses débuts internationaux lors des championnats du monde jeunes à Brezno en 2019. Elle se classe 23e de l'individuel et 65e du sprint. Elle fait ses débuts en IBU Cup en 2020 à Arber où elle parvient, sur la deuxième course, à terminer 6e du sprint.
Aux championnats du monde jeunes et juniors 2021 à Obertilliach, elle n'obtient pas de médaille malgré de bonnes courses, 4e de l'individuel, 9e du sprint et 5e de la poursuite en catégorie jeunes, et 11e du relais en juniors. Elle représente la Suède aux jeux olympiques de la jeunesse 2020 à Lausanne et décroche une médaille de bronze sur le relais mixte simple avec Oscar Andersson.
Elle monte pour la première fois sur le podium d'une course individuelle en janvier 2022 sur le circuit de l'IBU Cup avec une 2e place sur la poursuite de Brezno. Aux championnats du monde jeunes et juniors 2022 à Soldier Hollow, elle remporte la médaille d'or sur l'individuel dans la catégorie des moins de 20 ans. Elle se classe ensuite 7e du sprint avec trois fautes au tir avant de remporter le bronze sur la poursuite. Comme l'année précédente, elle dispute le relais en catégorie juniors et termine sixième avec la Suède. Sara Andersson ne participe pas aux trois dernières étapes de l'IBU Cup et finit donc à une quelconque 22e place au classement général. Au festival olympique d'hiver de la jeunesse européenne en 2022, elle remporte la médaille d'or sur le sprint devant les Slovènes Klara Vindisar et Kaja Zorc et obtient la médaille d'argent sur l'individuel, derrière une autre Slovène, Lena Repinc.

### Saison 2022-2023
Lors de la saison 2022-2023, elle monte sur le podium du relais mixte de Brezno en IBU cup avec une 3e place. Sélectionnée pour la première fois en coupe du monde en janvier, elle doit déclarer forfait pour l'étape de Ruhpolding, ainsi que celle d'Antholz, à cause de maladie. Pas encore suffisamment remise en forme à la fin du mois de janvier, elle est incapable d'accrocher un top 20 sur les épreuves individuelles des championnats d'Europe 2023 à Lenzerheide, tandis qu'elle chute lors du relais-mixte simple, où la Suède termine finalement 17e. Au début du mois de mars, elle participe aux Championnats du monde juniors à Chtchoutchinsk au Kazakhstan lors desquels elle réalise de solides performances en finissant toutes les épreuves dans le top 8, sa régularité étant récompensée par une médaille de bronze, sur le sprint. Après son rendez-vous manqué de Ruhpolding, elle dispute enfin sa première première épreuve de coupe du monde le 18 mars 2023, le dernier sprint de la saison à Oslo, sur laquelle elle inscrit ses premiers points à la faveur d'un sans faute au tir (31e place).

### Saison 2023-2024
Elle commence la saison suivante sur le circuit de l'IBU Cup, mais monte à nouveau en coupe du monde après une seconde place sur le sprint de Kontiolahti derrière la Norvégienne Emilie Kalkenberg. En début janvier, elle obtient ses meilleurs résultats sur le circuit de la coupe du monde avec une 23e place sur le sprint d'Oberhof et une 16e position sur la même épreuve à Ruhpolding la semaine suivante. Parmi les favorites sur les championnats d'Europe 2024, mais moins en forme sur les skis, elle n'obtient aucun top 10 individuel durant la semaine. Lors de l'ultime course, elle remporte finalement l'or avec Anton Ivarsson sur le relais mixte simple, en devançant le duo favori norvégien composé de Vebjørn Sørum et d'Émilie Kalkenberg. Elle est ensuite sacrée championne du monde junior de sprint 2024 à Otepaa et manque de peu la médaille sur la mass-start 60 (4e) lors de ces mondiaux.

### Saison 2024-2025
C'est en tant que titulaire de l'équipe première suédoise qu'elle aborde l'hiver 2024-2025. Lors de l'étape d'ouverture à Kontiolahti, elle remporte sa première victoire en Coupe du monde, en relais, malgré un tour de pénalité, en compagnie d'Anna Magnusson et des sœurs Öberg. Quelques jours plus tard, elle améliore son record personnel à deux reprises, d'abord sur l'individuel court (12e), puis sur le sprint (7e) et se qualifie ainsi pour sa première mass-start. À l'issue de cette course, elle revêt le dossard bleu de la meilleure jeune. Elle cède ensuite son dossard, mais réalise toutefois un bon mois de décembre qu'elle conclut par une onzième place sur la mass-start du Grand-Bornand et une dix-septième place provisoire au classement général.
Pendant la trêve de Noël elle tombe malade et doit déclarer forfait pour le second trimestre de Coupe du monde. Encore convalescente, elle fait son retour à la compétition à la fin du mois de janvier aux championnats d'Europe à Martell, dans un état de forme méconnaissable par rapport à celui affiché quelques mois auparavant. Elle renonce alors à poursuivre en IBU Cup afin de se préparer au mieux pour les Championnats du monde juniors de biathlon 2025 qui ont lieu un mois plus tard, à Östersund. À domicile, elle décroche l'argent sur le sprint avant d'être sacrée sur la mass-start 60, disputée dans des conditions extrêmement venteuses. Avant même la fin de ces championnats juniors, elle prend la route pour Nove Mesto et y retrouver la coupe du monde. De nouveau malade, elle déclare forfait pour le sprint de l'étape finale d'Oslo Holmenkollen et met un terme à sa saison de Coupe du monde. Malgré les pépins de santé qui lui ont fait manquer quatre étapes et de nombreuses épreuves au cours de l'hiver, elle améliore son classement général final en Coupe du monde (trente-septième place).

## Famille
Elle a deux grands frères.

## Caractéristiques de ses performances sportives
Ces statistiques concernent uniquement les courses de coupe du monde et de championnat du monde.

### Ski de fond
| Saison     | Écart moyen sur la meilleure skieuse | Moyenne du classement de chaque temps de ski | Écart par rapport à la médiane (en %) | Écart par rapport à la médiane du top 30 (en %) | Classement à l'écart par rapport à la médiane du top 30 |
| ---------- | ------------------------------------ | -------------------------------------------- | ------------------------------------- | ----------------------------------------------- | ------------------------------------------------------- |
| 2022-2023* | +1:44.2                              | 65                                           | +1.22                                 | +3.48                                           | 78e                                                     |
| 2023-2024  | +2:14.0                              | 48.5                                         | +1.46                                 | +4.70                                           | 75e                                                     |
| 2024-2025  | +1:11.3                              | 27.1                                         | -1.16                                 | +1.27                                           | 36e                                                     |

### Tir
| Saison     | Précision au tir couché | Précision au tir debout | Précision de tir | Temps de tir moyen |
| ---------- | ----------------------- | ----------------------- | ---------------- | ------------------ |
| 2022-2023* | 100%                    | 100%                    | 100%             | 28.9s              |
| 2023-2024  | 84%                     | 75%                     | 79%              | 28.4s              |
| 2024-2025  | 93%                     | 77%                     | 85%              | 27.6s              |

Légende :
- * : moins de 5 courses disputée par Andersson
- : saison en cours

## Palmarès

### Coupe du monde
- Meilleur classement général : 37e en 2025.
- Meilleur résultat individuel : 7e du sprint de Kontiolahti en 2024
- 1 podium en relais : 1 victoire.

 Dernière mise à jour le 23 mars 2025

#### Classements détaillés en Coupe du Monde
| Saison    | Individuel | Individuel | Individuel | Sprint  | Sprint | Sprint   | Poursuite | Poursuite | Poursuite | Mass start | Mass start | Mass start | Général | Général | Général  |
| Saison    | Courses    | Points     | Position   | Courses | Points | Position | Courses   | Points    | Position  | Courses    | Points     | Position   | Courses | Points  | Position |
| --------- | ---------- | ---------- | ---------- | ------- | ------ | -------- | --------- | --------- | --------- | ---------- | ---------- | ---------- | ------- | ------- | -------- |
| 2022-2023 | 0 / 3      | 0          | n.c.       | 1 / 7   | 10     | 66e      | 0 / 6     | 0         | n.c.      | 0 / 4      | 0          | n.c.       | 1 / 20  | 10      | 79e      |
| 2023-2024 | 1 / 3      | 8          | 61e        | 6 / 7   | 50     | 42e      | 4 / 7     | 16        | 60e       | 0 / 4      | 0          | n.c.       | 11 / 21 | 74      | 49e      |
| 2024-2025 | 2 / 3      | 29         | 37e        | 4 / 7   | 83     | 32e      | 3 / 6     | 29        | 47e       | 2 / 5      | 58         | 26e        | 11 / 21 | 199     | 37e      |

#### Résultats détaillés en Coupe du monde
| 2022-2023 |        |       |        |        |        |        |        |        |        |        |        |        |        |    | .  | .  | .  | .  |        |        |        |    |        |         |    | 79e |
| 2022-2023 | IN     | SP    | PU     | SP     | PU     | SP     | PU     | MS     | SP     | PU     | IN     | MS     | SP     | PU | SP | PU | IN | MS | SP     | PU     | IN     | MS | SP 31e | PU Ann. | MS | 79e |
| 2023-2024 |        |       |        |        |        |        |        |        |        |        |        |        |        |    | .  | .  | .  | .  |        |        |        |    |        |         |    | 49e |
| 2023-2024 | IN     | SP    | PU     | SP 34e | PU 39e | SP 44e | PU 51e | MS     | SP 23e | PU 27e | SP 16e | PU 53e | SI 33e | MS | SP | PU | IN | MS | IN     | MS     | SP 93e | PU | SP 75e | PU      | MS | 49e |
| 2024-2025 |        |       |        |        |        |        |        |        |        |        |        |        |        |    | .  | .  | .  | .  |        |        |        |    |        |         |    | 37e |
| 2024-2025 | SI 12e | SP 7e | MS 12e | SP 36e | PU 45e | SP 23e | PU 30e | MS 11e | SP     | PU     | IN     | MS     | SP     | PU | SP | PU | IN | MS | SP 22e | PU 23e | SI 56e | MS | SP     | PU      | MS | 37e |

#### Podium en relais en Coupe du monde
| Podiums en relais en Coupe du monde | Podiums en relais en Coupe du monde | Podiums en relais en Coupe du monde | Podiums en relais en Coupe du monde | Podiums en relais en Coupe du monde | Podiums en relais en Coupe du monde | Podiums en relais en Coupe du monde | Podiums en relais en Coupe du monde | Podiums en relais en Coupe du monde | Podiums en relais en Coupe du monde | Podiums en relais en Coupe du monde |
| n°                                  | Saison                              | Date                                | Lieu                                | Épreuve                             | Résultat                            | Composition                         | Composition                         | Composition                         | Composition                         | Compétition                         |
| ----------------------------------- | ----------------------------------- | ----------------------------------- | ----------------------------------- | ----------------------------------- | ----------------------------------- | ----------------------------------- | ----------------------------------- | ----------------------------------- | ----------------------------------- | ----------------------------------- |
| 1                                   | 2024-2025                           | 30-11-2024                          | Kontiolahti                         | Relais                              | Médaille d'or                       | Anna Magnusson                      | Sara Andersson                      | Hanna Öberg                         | Elvira Öberg                        | Coupe du monde                      |

### Championnats d'Europe
| Édition / Épreuve   | Individuel | Sprint | Poursuite | Relais                           | Relais mixte                     | Relais mixte simple              |
| ------------------- | ---------- | ------ | --------- | -------------------------------- | -------------------------------- | -------------------------------- |
| Lenzerheide 2023    | 23e        | 36e    | 29e       | Épreuve inexistante à cette date | —                                | 17e                              |
| Brezno-Osrblie 2024 | 16e        | 49e    | 28e       | Épreuve inexistante à cette date | —                                | Médaille d'or, Europe            |
| Martell 2025        | 55e        | 51e    | 40e       | —                                | Épreuve inexistante à cette date | Épreuve inexistante à cette date |

Légende :
- — : non disputée par Andersson

### Championnats du monde juniors
| Édition / Épreuve   | Catégorie | Individuel           | Sprint                    | Poursuite                        | Mass start 60                    | Relais         | Relais mixte                     |
| ------------------- | --------- | -------------------- | ------------------------- | -------------------------------- | -------------------------------- | -------------- | -------------------------------- |
| Brezno-Osrblie 2019 | Jeune     | 23e                  | 65e                       | —                                | Épreuve inexistante à cette date | 16e            | Épreuve inexistante à cette date |
| Obertilliach 2021   | Jeune     | 4e                   | 9e                        | 5e                               | Épreuve inexistante à cette date | 11e ( Junior ) | Épreuve inexistante à cette date |
| Soldier Hollow 2022 | Jeune     | Médaille d'or, monde | 8e                        | Médaille de bronze, monde        | Épreuve inexistante à cette date | 6e ( Junior )  | Épreuve inexistante à cette date |
| Chtchoutchinsk 2023 | Junior    | 6e                   | Médaille de bronze, monde | 8e                               | Épreuve inexistante à cette date | 6e             | 5e                               |
| Otepaa 2024         | Junior    | 15e                  | Médaille d'or, monde      | Épreuve inexistante à cette date | 4e                               | 14e            | 9e                               |
| Östersund 2025      | Junior    | 13e                  | Médaille d'argent, monde  | Épreuve inexistante à cette date | Médaille d'or, monde             | —              | 7e                               |

Légende :
- — : non disputée par Andersson

### Jeux olympiques de la jeunesse d'hiver
- Médaille de bronze du relais mixte simple en 2020.

### Festival olympique d'hiver de la jeunesse
- Médaille d'or sur le sprint en 2022.
- Médaille d'argent sur l'individuel en 2022.

### IBU Cup
- Meilleur classement général : 22e en 2022
- 4 podiums :      
  - 2 podiums individuels : 2 deuxièmes places
  - 2 podiums en relais mixte : 1 deuxième place et 1 troisième place

Palmarès au 8 juillet 2024

#### Classements détaillés en IBU Cup
| Saison    | Individuel | Individuel | Individuel | Sprint  | Sprint | Sprint   | Poursuite | Poursuite | Poursuite | Mass start 60                                                                                          | Mass start 60                                                                                          | Mass start 60                                                                                          | Super Sprint                                                                                           | Super Sprint                                                                                           | Super Sprint                                                                                           | Général | Général | Général  |
| Saison    | Courses    | Points     | Position   | Courses | Points | Position | Courses   | Points    | Position  | Courses                                                                                                | Points                                                                                                 | Position                                                                                               | Courses                                                                                                | Points                                                                                                 | Position                                                                                               | Courses | Points  | Position |
| --------- | ---------- | ---------- | ---------- | ------- | ------ | -------- | --------- | --------- | --------- | --- | --- | --- | --- | --- | --- | ------- | ------- | -------- |
| 2020-2021 | 1 / 4      | 1          | 96e        | 4 / 8   | 47     | 50e      | 0 / 3     |           |           | Épreuve inexistante à cette date · Épreuve inexistante à cette date · Épreuve inexistante à cette date | Épreuve inexistante à cette date · Épreuve inexistante à cette date · Épreuve inexistante à cette date | Épreuve inexistante à cette date · Épreuve inexistante à cette date · Épreuve inexistante à cette date | Épreuve inexistante à cette date · Épreuve inexistante à cette date · Épreuve inexistante à cette date | Épreuve inexistante à cette date · Épreuve inexistante à cette date · Épreuve inexistante à cette date | Épreuve inexistante à cette date · Épreuve inexistante à cette date · Épreuve inexistante à cette date | 5 / 15  | 48      | 73e      |
| 2021-2022 | 2 / 2      | 65         | 9e         | 5 / 12  | 149    | 27e      | 1 / 4     | 54        | 25e       | 1 / 2                                                                                                  | 21 | 32e | 1 / 2                                                                                                  | 21 | 35e | 10 / 22 | 310     | 22e      |
| 2022-2023 | 1 / 3      | 18         | 57e        | 4 / 11  | 76     | 44e      | 3 / 4     | 63        | 15e       | 1 / 2                                                                                                  | 16 | 43e | 1 / 2                                                                                                  | 29 | 26e | 10 / 22 | 202     | 34e      |
| 2023-2024 | 2 / 4      | 56         | 28e        | 2 / 11  | 75     | 50e      | 1 / 5     | 13        | 76e       | 0 / 3                                                                                                  | | | Épreuve inexistante à cette date · Épreuve inexistante à cette date · Épreuve inexistante à cette date | Épreuve inexistante à cette date · Épreuve inexistante à cette date · Épreuve inexistante à cette date | Épreuve inexistante à cette date · Épreuve inexistante à cette date · Épreuve inexistante à cette date | 5 / 23  | 144     | 51e      |
| 2024-2025 | 1 / 4      | 0          | n.c.       | 1 / 11  | 0      | n.c.     | 1 / 6     | 1         | 105e      | 0 / 3                                                                                                  | | | Épreuve inexistante à cette date · Épreuve inexistante à cette date · Épreuve inexistante à cette date | Épreuve inexistante à cette date · Épreuve inexistante à cette date · Épreuve inexistante à cette date | Épreuve inexistante à cette date · Épreuve inexistante à cette date · Épreuve inexistante à cette date | 3 / 24  | 1       | 152e     |

### Ski de fond
- Médaille d'argent sur le 5 kilomètres des championnats juniors de Suède (moins de 20 ans)[12].